# Martí Carnicer i Vidal
Martí Carnicer i Vidal (el Vendrell, 8 de gener 1951) és un economista i polític català.

## Biografia
El 1975 es llicencià en ciències econòmiques a la Universitat de Barcelona i ha treballat fent estudis de mercat i gestió pressupostària en una empresa del vidre. És membre del Col·legi d'Economistes, d'Amics de Pau Casals, de l'Institut d'Estudis Penedesencs i de La Lira Vendrellenca.
Militant de la UGT de Catalunya, del Moviment Socialista de Catalunya i després de Convergència Socialista de Catalunya, fou membre de l'Assemblea de Catalunya al Baix Penedès.
A les eleccions municipals espanyoles de 1979 fou escollit alcalde del Vendrell en els llistes del PSC-PSOE, càrrec que ha ocupat fins a 1994. També ha estat elegit diputat a les eleccions al Parlament de Catalunya de 1984, 1988, 1992, 1995, 1999 i 2003. Ha estat president de la Comissió d'Indústria, Energia, Comerç i Turisme del Parlament de Catalunya (1986-1987), vicepresident de la Comissió Parlamentària de la Sindicatura de Comptes (1984-1988) i secretari general del departament d'Economia i Finances de la Generalitat de Catalunya.
Entre 2013 i 2019 tornà a ser alcalde del Vendrell. És també diputat provincial.